# Брауде Людмила Юліївна
Людми́ла (Люся) Бра́уде (*9 грудня 1927, Ленінград, РСФСР — 26 жовтня 2011 2011, Санкт-Петербург, Росія) — радянська російська скандинавістка, перекладачка та літературознавиця. Доктор філологічних наук, професор.

## Біографія
У 1950 році закінчила Ленінградський державний університет за спеціальністю «Скандинавська філологія». Викладала німецьку мову у різних вишах. 
У 1961 році захистила кандидатську дисертацію «Казки Г. К. Андерсена і його творчість 1820—1840-х років».
Доктор філологічних наук (1978, дисертація «Скандинавська літературна казка (Етапи розвитку жанру)». 
Авторка праць про життя й творчість Астрід Ліндгрен, Сельми Лагерлеф, Ганса Крістіана Андерсена, про скандинавську казку. 
Професор ЛДУ (СПбДУ) з 1980 року. Також була професором СПбДУКІ, де на кафедрі дитячої літератури упродовж багатьох років читала курс зарубіжної дитячої літератури..
Друкувалась від 1955 року. Займалась перекладами зі скандинавських мов (данська, норвезька і шведська) на російську: переважно перекладала дитячу літературу, казки, але не обмежувалася цим жанром.
Перекладала твори Астрід Ліндгрен, Сельми Лагерлеф, Сігрід Унсет, Туве Янссон, Яна Екгольма, Турбйорна Егнера, Пера Лагерквіста, Марії Гріпе, Лене Кобербель, Юстейна Гордера та інших. Деякі з виконаних Л. Ю. Брауде перекладів Астрід Ліндгрен піддавалися критиці.
Пішла з життя 26 жовтня 2011 року у Санкт-Петербурзі.

## Родина
Чоловік — доктор філологічних наук, професор Соломон Давидович Кацнельсон.

## Нагороди та премії
- Премія Астрід Ліндгрен за переклад (1990)[7]
- Почесний диплом Премії імені Г. К. Андерсена за переклад[8]
- Премія Уряду Фінляндії за переклад фінської літератури (2009) — розділила з Анною Сидоровою[9]

## Членство у творчих спілках і асоціаціях
- Член Спілки письменників СРСР (1976)
- Почесний член Товариства С. Лагерлеф (Швеція) (1989)
- Член Міжнародної асоціації дослідників скандинавських літератур (1982)
- Член Міжнародної асоціації дослідників дитячої літератури (1990)